# Єгоров Валентин Никандрович
Валентин Никандрович Єгоров (нар. 1896, село Городець Балахнінського повіту Нижньогородської губернії, тепер Нижньогородської області, Російська Федерація — 1946, військовий госпіталь, Російська Федерація) — радянський діяч, прокурор Нижньогородської губернії, голова виконавчого комітету Гомельської губернської ради. Член Комісії радянського контролю при РНК СРСР у 1934—1938 роках.

## Життєпис
Народився в родині офіціанта пароплава. У 1907 році закінчив церковноприходську школу села Городця Балахнінського повіту, у 1911 році — ремісничу школу в Нижньому Новгороді.
З жовтня 1911 по листопад 1912 року — столяр-червонодеревник майстерні Бунєєва в селі Городці. З листопада 1912 по грудень 1913 року — столяр-червонодеревник майстерні Бунєєва в місті Сормово.
У грудні 1913 — липні 1917 року — столяр-червонодеревник чавуноливарного заводу акціонерного товариства «Сормово».
У липні 1917 — лютому 1918 року — член Сормовського повітового комітету і заводського комітету РСДРП(б) Сормовського заводу.
Член РСДРП(б) з жовтня 1917 року.
У лютому — грудні 1918 року — суддя Сормовського народного суду Нижньогородської губернії.
У грудні 1918 — жовтні 1919 року — голова Нижньогородської губернської ради народних суддів.
У жовтні 1919 — червні 1920 року — голова Нижньогородського губернського революційного трибуналу.
У червні 1920 — травні 1921 року — голова Сормовського районного комітету РКП(б) Нижньогородської губернії.
У травні 1921 — червні 1922 року — завідувач Нижньогородського губернського відділу юстиції.
У червні 1922 — червні 1923 року — прокурор Нижньогородської губернії.
У червні 1923 — січні 1925 року — завідувач Нижньогородського губернського адміністративного відділу, заступник голови виконавчого комітету Нижньогородської губернської ради.
У січні 1925 — грудні 1926 року — голова виконавчого комітету Гомельської губернської ради Білоруської СРР.
У грудні 1926 — лютому 1929 року — заступник народного комісара внутрішніх справ РРФСР. Одночасно з листопада 1927 по січень 1928 року — в.о. народного комісара внутрішніх справ РРФСР.
У лютому 1929 — лютому 1934 року — голова Центральної спілки житлокооперації. У 1931—1933 роках — член президії Всесоюзної ради житлокооперації (комунального господарства) при ЦВК СРСР.
У березні 1934 — травні 1937 року — керівник житлово-комунальної групи Комісії радянського контролю при РНК СРСР.
У травні 1937 — квітні 1938 року — уповноважений Комісії радянського контролю при РНК СРСР по Татарській АРСР. 29 травня 1938 року звільнений від роботи в Комісії радянського контролю при РНК СРСР.
У травні 1938 — березні 1939 року — інспектор контрольно-інспекторської групи Всесоюзного радіокомітету при РНК СРСР.
У березні 1939 — серпні 1940 року — директор Лісоторгового об'єднання Центросоюзу.
У 1939 році закінчив екстерном школу-десятирічку в Москві. З вересня по грудень 1940 року — студент Академії керівних кадрів Народного комісаріату комунального господарства РРФСР. З грудня 1940 по липень 1941 року — студент Московського учительського інституту, закінчив перший курс.
У липні 1941 — січні 1942 року — начальник бази НКВС СРСР на станції Бескудниково Московської залізниці.
З січня 1942 по квітень 1943 року перебував у в'язниці міста Казані. 
З квітня 1943 року — у Червоній армії, учасник німецько-радянської війни. Служив писарем 516-го кулеметно-артилерійського батальйону 15-го стрілецького корпусу 156-го укріпленого району, був партійним організатором підрозділу. У травні 1944 року важко поранений, лікувався в хірургічному польовому пересувному госпіталі № 4341, де й помер на початку 1946 року.

## Нагороди
- орден Червоної Зірки (6.05.1944)